# Antarchaea rhodopa
Antarchaea rhodopa är en fjärilsart som beskrevs av Bethune-Baker 1911. Antarchaea rhodopa ingår i släktet Antarchaea och familjen nattflyn. Inga underarter finns listade i Catalogue of Life.